# Eclipse lunar de 13 de maio de 1976
| Eclipse Lunar Parcial 13 de maio de 1976 | Eclipse Lunar Parcial 13 de maio de 1976 |
| --- | ---------------------------------------- |
| A Lua cruza a borda da extremidade norte do cone de sombra da Terra, de oeste para leste (da direita para a esquerda), com o disco lunar escurecido em seu trecho sul. |                                          |
| Gamma | -0,9593                                  |
| Saros (e membro) | 140 (22 de 77)                           |
| Sequência de eclipses lunares |                                          |
| Anterior | 18 de novembro de 1975                   |
| Próximo | 6 de novembro de 1976                    |
| Duração (hr:mn:sc) |                                          |
| Parcial | 1:15:24                                  |
| Penumbral | 4:11:55                                  |
| Fases e Horários do Eclipse (UTC) |                                          |
| P1 | 17:48:22                                 |
| U1 | 19:16:36                                 |
| Máximo | 19:54:21                                 |
| U4 | 20:32:00                                 |
| P4 | 22:00:17                                 |

O eclipse lunar de 13 de maio de 1976 foi um eclipse parcial, o primeiro de dois eclipses do ano, e único como parcial. Teve magnitude umbral de 0,1217 e penumbral de 1,0761. Teve duração de 75 minutos.
A Lua cruzou a extremidade norte do cone de sombra da Terra, em nodo ascendente, dentro da constelação de Libra.
O disco lunar passou pela borda da extremidade norte da sombra da Terra, fazendo com que apenas a porção sul da superfície ficasse escura, no interior da umbra, enquanto o restante da superfície se encontrou na faixa penumbral, perdendo gradualmente o seu brilho à medida que se aproxima da região atingida pelo cone de sombra. Dessa forma, a Lua se apresentou com seu trecho sul "comido" pela sombra terrestre.
No eclipse máximo, uma pequena mordida na Lua deveria ter sido visível. O eclipse durou 1 hora e 15 minutos, com apenas 12% da Lua na sombra no máximo.

## Série Saros
Eclipse pertencente ao ciclo lunar Saros de série 140, sendo de número 22, totalizando 77 eclipses da série. O eclipse anterior foi o eclipse parcial de 3 de maio de 1958, e o próximo será com o eclipse parcial de 25 de maio de 1994.

## Visibilidade
Foi visível no leste da América do Sul, Europa, África, Ásia e Austrália.
| Região do planeta onde o eclipse foi visível durante o máximo do fenômeno - 19:54 UTC. O Oceano Índico, obteve a melhor observação do meio do eclipse, de onde foi visível à meia-noite. |
| Mapa de visibilidade do eclipse |